# 和田純一

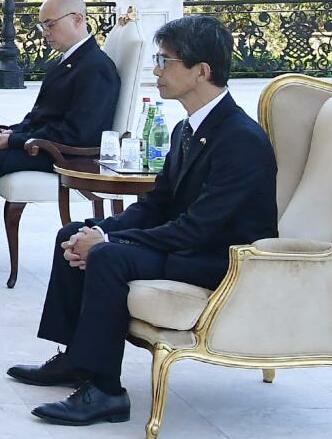

和田 純一（わだ じゅんいち、1963年7月6日 - ）は、日本の経済産業官僚。宮城県産業経済部次長や、厚生労働省大臣官房審議官を経て、駐アゼルバイジャン特命全権大使。

## 人物・経歴
東京都出身。国家公務員採用Ⅰ種試験（法律）に合格し、1986年に東京大学法学部卒業後、通商産業省入省。通商産業研究所研究部主任研究官、外務省在ヴィエトナム日本国大使館二等書記官、同一等書記官、宮城県産業経済部理事兼次長、原子力安全・保安院政策企画官兼制度審議室長、外務省在オーストラリア日本国大使館参事官、中小企業庁経営支援部商業課長、東日本大震災事業者再生支援機構設立準備室参事官、復興庁統括官付参事官、日本貿易保険営業第二部長、日本貿易振興機構ニューヨーク貿易保険事務所長等を経て、2016年厚生労働省大臣官房審議官（職業能力開発担当）。2018年経済産業省大臣官房付、退官。2019年損害保険ジャパン日本興亜顧問。2020年駐アゼルバイジャン特命全権大使。2023年依願免職。